# Karlovice (ort i Tjeckien, Zlín)
Karlovice är en ort i Tjeckien.   Den ligger i regionen Zlín, i den östra delen av landet, 250 km öster om huvudstaden Prag. Karlovice ligger 311 meter över havet och antalet invånare är 218.
Terrängen runt Karlovice är platt åt sydväst, men åt nordost är den kuperad. Terrängen runt Karlovice sluttar västerut. Runt Karlovice är det ganska tätbefolkat, med 62 invånare per kvadratkilometer. Närmaste större samhälle är Zlín, 8,3 km nordost om Karlovice. I omgivningarna runt Karlovice växer i huvudsak blandskog.